# Pidonia ohminesana
Pidonia ohminesana är en skalbaggsart som beskrevs av Nobuhiko Mizuno 1987. Pidonia ohminesana ingår i släktet Pidonia och familjen långhorningar. Inga underarter finns listade i Catalogue of Life.